# The Prodigy
The Prodigy es un grupo británico de música electrónica, formado por Maxim Reality (MC/vocalista) y Liam Howlett (compositor/teclados). Keith Flint (bailarín y posteriormente segundo vocalista) formó parte de la banda desde 1990 hasta el 4 de marzo de 2019, fecha en la que falleció. Leeroy Thornhill (bailarín) también fue miembro de la banda desde 1990 hasta el año 2000. Una vocalista y bailarina llamada Sharky también se asoció brevemente con la banda en sus comienzos, ya que actuó con ellos en varios clubes nocturnos de estilo electrónico. The Prodigy disfrutó de un gran éxito comercial a finales de la década de los 90s y comienzos de los 2000s, y son considerados pioneros en el género de música electrónica conocida como "big beat". The Prodigy ha evolucionado y tocado varios estilos a lo largo de su carrera, siempre distinguiéndose por elevar su estandarte musical de corte muy energético, con canciones techno que involucran influencias y actitud punk.
La banda fue creada por Liam Howlett en 1990 en Braintree, Essex, Inglaterra. Han vendido más de 25 millones de discos en todo el mundo, y han ganado diversos reconocimientos entre los que destacan los Brit Awards, MTV Video Music Awards, Kerrang! Awards, MTV Europe Music Awards y han sido nominados un par de ocasiones para los Grammys.
El sello de la banda es usar y combinar diversos estilos musicales que abarcan estilos como el rave, hardcore techno, industrial, breakbeat, big beat, metal industrial y punk. La banda se define como Electronic Punk.

## Historia

### Comienzos LDLGB
Formado en Essex, Inglaterra, comenzó su vida inicialmente con una demo de 10 canciones de Liam Howlett, que introdujo completo en un teclado secuenciador Roland W-30. XL Recordings tomó la demo y un álbum inicial de 12" llamado What Evil Lurks que fue editado a principios de 1991. El nombre de la banda se piensa que fue tomado del teclado Moog Prodigy (creado por Robert Moog).
La primera actuación de la banda fue en el Four Aces en Hackney, Londres. Charly, salió a la venta seis meses más tarde, y fue un éxito rotundo en la escena rave británica del momento, catapultando, por primera vez, a la banda a una mayor cantidad de público. Algunos críticos llegaron tarde al identificar la publicación de Charly, con su memorable sample de un anuncio informativo de la televisión gubernamental dirigido a los niños (Charley Says), como la canción que instigó la destrucción final de la escena rave underground, abriendo la puerta a una riada de canciones rave que muchos de los devotos del género consideraban de inferior calidad, como sería el tema de Urban Hype Trip to Trumpton o el de Smart E Sesame's Treet. Tras Charly, llegó muy pronto el primer álbum de larga duración de la banda, Experience, ampliamente valorado como uno de los mejores ejemplos del género rave jamás producido.
Después de este álbum y los singles que le acompañaron, The Prodigy se distanciaron de la reputación de "rave infantil" de la que ahora renegaban. Con la legislación "anti-raves" en el horizonte, la escena comenzaba a deteriorarse. Sin embargo, en 1993, Howlett publicó un vinilo etiqueta blanca anónimo el cual traía grabado en sí solo el título Earthbound I. El hipnotismo y la fortaleza de esta canción ganó una amplia aprobación de la escena underground. Muchos críticos de la banda quedaron asombrados cuando ellos finalmente reconocieron responsabilidad por la grabación [cita requerida]. Este vinilo etiqueta blanca fue oficialmente publicado con el nombre de One Love después de un tiempo ese mismo año y ascendió a la tabla de éxitos musicales en la posición #8 en el Reino Unido.
En 1994, el segundo álbum de The Prodigy, titulado Music For The Jilted Generation, mostró un aspecto más amplio de estilo musical. Abundaron tonos de pista de baile pesados, pero fueron complementados con más temas inusuales como la canción de concepto The Narcotic Suite e inclinaciones orientadas por el rock (Their Law, con Pop Will Eat Itself). El álbum fue nominado a un Mercury Music Prize. Sin embargo, en el fondo, Howlett reafirmó su dedicación a la escena de la música rave.
El éxito internacional del álbum Music For The Jilted Generation significó que hacer una gira de conciertos por el Reino Unido era una posibilidad viable en ese momento. La banda aumentó su formación con el guitarrista Jim Davies(del grupo Pitchshifter) en 1995 para canciones como Their Law, Break And Enter 95, y varias versiones e interludios solo tocados en conciertos. La salida en 1996 del disco Firestarter, con voces por primera vez por cortesía de Keith Flint, ayudó a la banda a penetrar en los Estados Unidos y en otros mercados en donde la banda no había entrado, y alcanzó la primera posición en la lista de éxitos musicales del Reino Unido. En ese mismo año, The Prodigy también tituló el prestigioso festival de Lollapalooza. La banda ha hecho giras por todo el mundo incluyendo Beirut y La Plaza Roja de Moscú.
El tercer álbum de The Prodigy, The Fat of the Land, salió en 1997. Como sus predecesores, el álbum representó un hito del desarrollo de la banda y la amplia corriente dominante de la escena dance. Con melodías simplificadas, sampleado esparcido, y más voces sarcásticas con toque de punk, el álbum, sin embargo, retuvo los cortes desentonantes de huesos y el estilo susurrante tan idiomático de la banda. El álbum cimentó la posición de la banda como uno de los actos con más éxito internacionalmente en el género del hard dance, entrando en la tabla de éxitos musicales del Reino Unido y Estados Unidos como número uno. El sencillo Breathe(1996), nominado como best selling, fue tomado de este álbum.
En 2000 Leeroy deja el grupo, y en 2004 Liam Howlett saca otro disco: "Always Outnumbered, Never Outgunned", que no incluye el sencillo "Baby's got a temper" que había salido a la venta un tiempo atrás. Este último disco de Prodigy no cuenta con la participación directa de Keith ni de Maxim Reality, pero evolucionando musicalmente y demostrando que sigue siendo un innovador.
El trío sigue de gira por el mundo, apoyado por guitarra y batería, haciendo conciertos de auténtico rock con tintes de punk y bases electrónicas.

### Polémica de "Smack My Bitch Up" (EE. UU.)

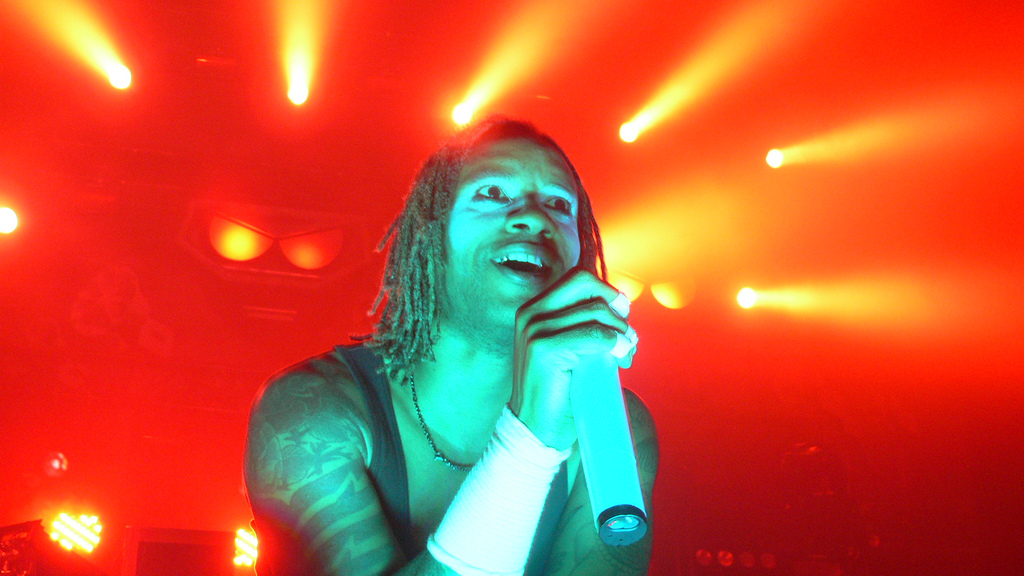
Maxim Reality el tour alemán "Invaders Must Die" de 2009.

La banda The Prodigy estaba siendo muy emitida en emisoras de radio de rock con su pista "Smack My Bitch Up", y estaban recibiendo una crítica muy negativa por dicha canción. Time-Warner, la empresa discográfica del grupo, sentía la tensión de la National Organization for Women (NOW) sobre la pista. Aunque la letra es escasa y repetitiva (en toda la canción, la letra es "Change my pitch up, smack my bitch up" (Sube mi afinación, azota a mi perra), NOW declaró que la letra era "... un peligroso y ofensivo mensaje apoyando la violencia contra las mujeres". Howlett respondió a los ataques declarando que la letra de la canción estaba siendo malinterpretada: (la canción significa) "... haciendo cualquier cosa intensamente, como estando en directo - yendo a una energía extrema y maníaca". El grupo no escribió la letra, pero la copió de la clásica pista de Ultramagnetic MCs' "Give The Drummer Some" que también aparece en Dirtchamber Sessions (también había copiado otra canción de Ultramagnetic MCs "Critical Beatdown" en su previo sencillo "Out of Space"). Varias estaciones de radio defendieron la canción, aunque solo la ponían de noche. El videoclip (dirigido por Jonas Åkerlund) era el punto de vista en primera persona de alguien saliendo de marcha, tomando grandes cantidades de alcohol, cocaína y heroína (el video que mostraban en televisión omite la escena en que se inyecta dicha droga), metiéndose en peleas con hombres, abusando de mujeres y recogiendo una prostituta. En el vídeo la cámara muestra los efectos en primera persona de la combinación de dichas drogas. Al final del vídeo la cámara sube a un espejo, revelando que la persona es una mujer y poniendo así de manifiesto los prejuicios del espectador. Algunos opinan que el hecho de que se vea como mujer al final del vídeo es parte de una alucinación producto de las drogas; lo cual es debatido. MTV solo lo transmitía entre la 1 y las 5 AM para que la audiencia adulta pudiera ver las revolucionarias imágenes. El director se inspiró para el vídeo en una noche saliendo y emborrachándose en Copenhague.
Wal-mart y Kmart más tarde anunciaron que quitarían The Fat of the Land de sus estanterías. Aunque el LP había estado en sus estanterías durante 20 semanas, los dos supermercados consideraron la campaña de marketing del nuevo sencillo ofensivo.
A mediados del 2002, la versión no censurada del videoclip se transmitió en MTV2 como parte de un especial ranking de los videoclips más controvertidos retransmitidos por MTV. Este especial se transmitió por la noche por el contenido de "Smack My Bitch Up" y otros videoclips en el ranking. Este vídeo en particular fue considerado el "Vídeo Más Controvertido" de MTV y apareció como el #1 del ranking. También hubo polémica por el tema Firestarter.

### Trabajos posteriores
En 1999 se lanzó Dirtchamber Sessions Volume 1, una sesión de Howlett como DJ para la británica Radio 1.
En 2002, después de un descanso tras la gira y las grabaciones, lanzaron el sencillo "Baby's Got a Temper" que fue una decepción para la crítica. La canción fue escrita por Keith Flint y producida por Howlett. De nuevo la polémica envolvió el nuevo trabajo por referencias a "actos sexuales no consentidos" y por su tibieza en el tema de las drogas. Sin embargo, ese mismo año, la Q magazine añadía a The Prodigy a su lista "50 bandas para ver antes de morir"
El cuarto álbum de estudio, Always Outnumbered, Never Outgunned, fue lanzado el 23 de agosto de 2004. El sencillo experimental "Memphis Bells" fue lanzado en edición limitada y fue seguido por "Girls" en un lanzamiento convencional. La versión estadounidense del álbum contenía un bonus track: un remix the "girls" llamado "more girls".
5000 copias de "Memphis Bells" fueron vendidas por Internet. Cada copia estaba personalizada, pudiendo escoger entre 39.600 opciones instrumentales, rítmicas y melódicas. Cinco mezclas fueron vendidas en tres formatos distintos: WAV, dos en MP3, y uno en 5.1 DTS surround sound y todos ellos sin derechos de autor. El experimento fue un éxito y a pesar de los problemas de los servidores para soportar la demanda las 5000 copias fueron vendidas en 36 horas.
En 2005 lanzaron una recopilación, Their Law: The Singles 1990-2005, de la que surgió un sencillo remix de las canciones "Out of Space" (the "Audio Bullys Remix") y "Voodoo People" (the "Pendulum Remix"). Posteriormente lanzaron un vídeo musical que fue añadido al DVD del lanzamiento. En el video Sharky, el único miembro femenino del grupo, aparece corriendo y ganando una carrera.
Sus trabajos han sido utilizados en muchos programas de televisión, películas y videojuegos. El videojuego Need for Speed: Most Wanted contenía la canción "You'll Be under My Wheels", que también ha sido utilizado en publicidad por BMW y en los créditos finales de The Fast and the Furious: Tokyo Drift. Del álbum Fat of Land la canción "Firestarter" aparece en el videojuego Wipeout 2097 en versión instrumental, mientras que "Mindfields" aparece en Matrix y la canción "Funky Shit" es usada para la escena final y los créditos de Event Horizon. La canción "Warrior's Dance" aparece en el videojuego Colin McRae: DiRT 2. La canción "First Warning" aparece en el videojuego "Need For Speed: Undercover". Las canciones "Voodoo People" y "One love" aparecen en la banda sonora de "Hackers" y en las películas francesas "Wasabi" y "Dobermann". "Firestarter" hace aparición en un episodio de la serie "Numb3rs",concretamente el llamado "Scorched". Dicho tema también es utilizado por el equipo de la NBA Phoenix Suns a su entrada en el US Airways Center. En 2006, "Spitfire" de Always Outnumbered, Never Outgunned aparecieron en la escena de apertura de "Las Vegas" en la cadena NBC en EE. UU.. La canción "Breathe" fue usada en un vídeo llamado "Sorry". La película "Los Ángeles de Charlie" hacen uso también del polémico tema "Breathe".

## Miembros

### Miembros actuales
- Liam Howlett: teclados, sintetizadores, samples, tornamesas (1990-)
- Maxim Reality: vocalista (1990-)

### Miembros en vivo
- Leo Crabtree: batería, percusión (2008-)
- Olly Burden: guitarra (2017-)

### Miembros anteriores
- Keith Flint: bailarín (1990–2019); vocalista (1996–2019)
- Leeroy Thornhill: bailarín (1990-2000); teclados, sintetizadores (1994-2000)
- Sharky: bailarín (1990-1991)

### Miembros en vivo anteriores
- Jim Davies: guitarra (1995-1996, 2002-2004)
- Gizz Butt: guitarra (1996-1999)
- Alli MacInnes: guitarra (2001-2002)
- Rob Holliday: guitarra, bajo (2005-2006, 2008-2017)
- Paul «The Rev» Mayers, guitarra (2007)
- Kieron Pepper: batería, percusión, guitarra (1997-2007)
- Neal «Snell» Eldridge: batería, percusión (2007)
- Brian Fairbairn: batería, percusión (2007)
- Ben Weinman: guitarra, bajo (2017)

## Discografía
Álbumes de estudio
- 1992: Experience

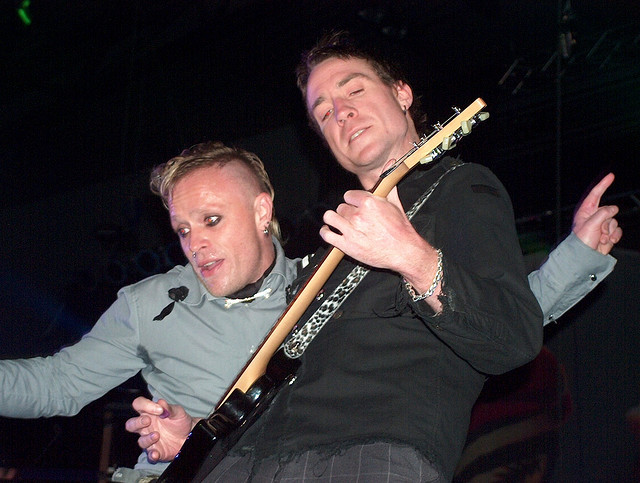
The Prodigy en Leipzig - Arena 2005: Keith Flint, Jim Davies

- 1994: Music for the Jilted Generation
- 1997: The Fat of the Land
- 2004: Always Outnumbered, Never Outgunned
- 2009: Invaders Must Die
- 2015: The Day Is My Enemy
- 2018: No Tourists